# Sân vận động Denden
Sân vận động Denden là một sân vận động đa năng ở Asmara, Eritrea. Cơ sở được xây dựng vào năm 1958 bởi thành phố Asmara. Sân hiện đang được sử dụng chủ yếu cho các trận đấu bóng đá. Sức chứa ban đầu của sân vận động là 5.000 chỗ ngồi.